# Consiglio delle autonomie locali
Consiglio delle autonomie locali (CAL), deutsch „Rat der Lokalautonomien“ oder „Rat der örtlichen Gebietskörperschaften“, ist die Bezeichnung eines Beratungsorgans, das in den italienischen Regionen neben dem Regionalrat (Consiglio regionale) besteht. Während der Regionalrat eine direkt gewählte regionale Volksvertretung mit Gesetzgebungsbefugnis ist, handelt es sich beim CAL um ein nicht direkt gewähltes Organ, das auf regionaler Ebene die Interessen der Metropolitanstädte, Provinzen, Kommunen und Kommunalverbände vertritt. 

## Kompetenzen
Die CAL sind seit einer Verfassungsreform im Jahr 2001 in Artikel 123 (4) der italienischen Verfassung als Organe zur Konsultation zwischen Region und nachgeordneten Gebietskörperschaften oder Kommunalverbänden vorgesehen. Da sich die Verfassung auf diese kurze Definition beschränkt, handelt es sich offiziell nicht um eine zweite Parlamentskammer neben dem Regionalrat. Wegen einiger Kompetenzen, die die Regionen ihren CAL zugewiesen haben, kommt den CAL diese Funktion in gewissem Maße jedoch de facto zu.
Bei Gesetzesentwürfen und sonstigen Rechtsakt-Entwürfen der Regionalregierung oder des Regionalrates, die Kommunen und Kommunalverbände direkt betreffen, muss normalerweise eine Stellungnahme des CAL eingeholt werden, in anderen Fällen können Regionalregierung oder Regionalrat eine solche anfordern, oder das CAL kann sie unaufgefordert abgeben. In einigen Regionen können Einwände des CAL nur mit der absoluten Mehrheit der Regionalratsmitglieder übergangen werden. In der Regel haben die CAL ein Recht auf Gesetzesinitiative, soweit es um Belange der Kommunen und Kommunalverbände geht.

## Zusammensetzung
Normalerweise gehören einem CAL Metropolitanbürgermeister und Provinzpräsidenten von Rechts wegen an, oft auch die Vorsitzenden der Volksvertretungen dieser Gebietskörperschaften. Weitere Bürgermeister und andere Vertreter von Kommunen und Kommunalverbänden werden von den entsprechenden Versammlungen gewählt. Andere Kommunalpolitiker oder Vertreter anderer Organisationen können CAL-Mitglieder sein, haben aber oft nur ein Rede- und kein Stimmrecht. Die Amtsdauer der CAL ist an die Legislaturperiode der Regionalräte gebunden. Die CAL sind in der Regel beim entsprechenden Regionalrat angesiedelt.

## Trentino-Südtirol
Da die Kompetenzen der Region Trentino-Südtirol ab 1972 weitgehend an die beiden autonomen Provinzen Trentino und Südtirol abgegeben wurden, bestehen ähnliche Beratungsorgane in diesem Fall auf der Provinzebene. In Südtirol ist der Rat der Gemeinden, der aus 17 Bürgermeistern besteht, ein Organ des Südtiroler Gemeindeverbandes. Der Rat begutachtet Entwürfe von Gesetzen und Verordnungen, welche für die Gemeinden von Interesse sind, bevor sie vom Landtag bzw. von der Landesregierung verabschiedet werden.